# Collegio elettorale di Benevento - Ariano Irpino
Il collegio di Benevento - Ariano Irpino fu un collegio elettorale uninominale della Repubblica Italiana appartenente alla Circoscrizione Campania; fu utilizzato per eleggere un senatore della Repubblica dalla I alla XI legislatura.

## Storia
Il collegio venne creato nel 1948 secondo la legge n. 29 del 6 febbraio 1948 la quale, pur basandosi sull'impianto proporzionale in vigore per la Camera, rispetto a quest'ultima conteneva alcuni piccoli correttivi in senso maggioritario. Tale legge ebbe il suo definitivo perfezionamento col Testo Unico n. 361 del 1957. Differentemente dalla Camera, la legge elettorale del Senato si articolava su base regionale, seguendo il dettato costituzionale (art.57). Ogni Regione era suddivisa in tanti collegi uninominali quanti erano i seggi ad essa assegnati. All'interno di ciascun collegio, veniva eletto il candidato che avesse raggiunto il quorum del 65% delle preferenze: tale soglia, oggettivamente di difficilissimo conseguimento, tradiva l'impianto proporzionale su cui era concepito anche il sistema elettorale della Camera Alta. Qualora, come normalmente avveniva, nessun candidato avesse conseguito l'elezione, i voti di tutti i candidati venivano raggruppati in liste di partito a livello regionale, dove i seggi venivano allocati utilizzando il metodo D'Hondt delle maggiori medie statistiche e quindi, all'interno di ciascuna lista, venivano dichiarati eletti i candidati con le migliori percentuali di preferenza.
Il collegio di Benevento - Ariano Irpino venne abrogato nel 1993, con la cosiddetta Legge Mattarella (Legge n. 276, Norme per l'elezione del Senato della Repubblica), attuata in seguito al referendum abrogativo del 1993. Con la legge Mattarella venne istituito per la Camera dei deputati e per il Senato della Repubblica un sistema di elezione misto, in parte maggioritario e in parte proporzionale. Il 75% dei parlamentari dell'assemblea veniva eletto in collegi uninominali tramite sistema maggioritario a turno unico; il restante 25% al Senato veniva eletto tramite recupero proporzionale dei più votati non eletti attraverso un meccanismo di calcolo denominato "scorporo", cioè sottraendo dal conteggio dei voti totali di una lista nella parte proporzionale i voti ottenuti dai candidati collegati alla medesima lista che erano eletti nei collegi uninominali con il sistema maggioritario.

### Territorio
Il collegio di Benevento - Ariano Irpino era uno dei 31 collegi uninominali in cui era suddivisa la Campania; comprendeva i seguenti comuni: Apice,  Apollosa, Ariano Irpino, Arpaia, Arpaise, Benevento, Bonito, Buonalbergo, Calvi, Carife, Casalbore, Castel Baronia, Castelpoto, Ceppaloni, Flumeri, Forchia, Greci, Grottaminarda, Melito Irpino, Montaguto, Montecalvo Irpino, Montesarchio, Paduli, Pannarano, Paolisi, Pietrelcina, San Giorgio del Sannio, San Leucio del Sannio, San Martino Sannita, San Nazzaro, San Nicola Baronia, San Nicola Manfredi, San Sossio Baronia, Sant'Angelo a Cupolo, Sant'Arcangelo Trimonte, Savignano Irpino, Vallata, Villanova del Battista, Zungoli.

## Dati elettorali

### I legislatura
|                                                                                | Antonio Lepore        | Democrazia Cristiana           | 25 742  | 30,00 |  |  |  |  |  |
|                                                                                | Enea Franza ✔️ Eletto | Indipendente                   | 23 576  | 27,47 |  |  |  |  |  |
|                                                                                | Alfredo Zazo          | Blocco Nazionale               | 21 549  | 25,11 |  |  |  |  |  |
|                                                                                | Ireneo Vinciguerra    | Fronte Democratico Popolare    | 12 910  | 15,04 |  |  |  |  |  |
|                                                                                | Marino Lepore         | Partito dei Contadini d'Italia | 1 503   | 1,75  |  |  |  |  |  |
| Totale                                                                         | Totale                | Totale                         | 85 820  | 100   |  |  |  |  |  |
|                                                                                |                       |                                |         |       |  |  |  |  |  |
| Voti non validi                                                                | Voti non validi       | Voti non validi                | 5 369   | 5,89  |  |  |  |  |  |
| Votanti                                                                        | Votanti               | Votanti                        | 91 189  | 90,42 |  |  |  |  |  |
| Elettori                                                                       | Elettori              | Elettori                       | 100 853 |       |  |  |  |  |  |
|                                                                                |                       |                                |         |       |  |  |  |  |  |
| Nota: quorum del 65% non raggiunto; ripartizione dei seggi a livello regionale |                       |                                |         |       |  |  |  |  |  |
| Data: 18 aprile 1948                                                           |                       |                                |         |       |  |  |  |  |  |
| Fonte: Ministero dell'interno                                                  |                       |                                |         |       |  |  |  |  |  |

### II legislatura
|                                                                                | Guido Delcogliano          | Democrazia Cristiana                    | 27 706  | 29,91 |  |  |  |  |  |
|                                                                                | Ambrogio Romano            | Partito Nazionale Monarchico            | 19 001  | 20,51 |  |  |  |  |  |
|                                                                                | Pietro Grifone             | Partito Comunista Italiano              | 14 343  | 15,48 |  |  |  |  |  |
|                                                                                | Enea Franza ✔️ Eletto      | Movimento Sociale Italiano              | 14 079  | 15,20 |  |  |  |  |  |
|                                                                                | Antonio Pannullo ✔️ Eletto | Partito Liberale Italiano               | 11 062  | 11,94 |  |  |  |  |  |
|                                                                                | Alberto De Buono           | Partito Socialista Italiano             | 3 453   | 3,73  |  |  |  |  |  |
|                                                                                | Antonio Basile             | Partito Socialista Democratico Italiano | 2 991   | 3,23  |  |  |  |  |  |
| Totale                                                                         | Totale                     | Totale                                  | 92 635  | 100   |  |  |  |  |  |
|                                                                                |                            |                                         |         |       |  |  |  |  |  |
| Voti non validi                                                                | Voti non validi            | Voti non validi                         | 4 824   | 4,95  |  |  |  |  |  |
| Votanti                                                                        | Votanti                    | Votanti                                 | 97 459  | 91,87 |  |  |  |  |  |
| Elettori                                                                       | Elettori                   | Elettori                                | 106 078 |       |  |  |  |  |  |
|                                                                                |                            |                                         |         |       |  |  |  |  |  |
| Nota: quorum del 65% non raggiunto; ripartizione dei seggi a livello regionale |                            |                                         |         |       |  |  |  |  |  |
| Data: 7 giugno 1953                                                            |                            |                                         |         |       |  |  |  |  |  |
| Fonte: Ministero dell'interno                                                  |                            |                                         |         |       |  |  |  |  |  |

### III legislatura
|                                                                                | Mario Verrusio           | Democrazia Cristiana                    | 32 149  | 32,56 |  |  |  |  |  |
|                                                                                | Vittorino Villani        | Partito Comunista Italiano              | 16 872  | 17,09 |  |  |  |  |  |
|                                                                                | Enea Franza ✔️ Eletto    | Movimento Sociale Italiano              | 14 528  | 14,71 |  |  |  |  |  |
|                                                                                | Raffaele De Caro         | Partito Liberale Italiano               | 12 726  | 12,89 |  |  |  |  |  |
|                                                                                | Giuseppe Jannella        | Partito Nazionale Monarchico            | 8 546   | 8,65  |  |  |  |  |  |
|                                                                                | Francesco Paolo Giardino | Partito Socialista Italiano             | 6 242   | 6,32  |  |  |  |  |  |
|                                                                                | Pietro Procaccini        | Partito Socialista Democratico Italiano | 3 681   | 3,73  |  |  |  |  |  |
|                                                                                | Alfredo Zazo             | Partito Monarchico Popolare             | 3 287   | 3,33  |  |  |  |  |  |
|                                                                                | Alfonso Parrella         | Comunità                                | 711     | 0,72  |  |  |  |  |  |
| Totale                                                                         | Totale                   | Totale                                  | 98 742  | 100   |  |  |  |  |  |
|                                                                                |                          |                                         |         |       |  |  |  |  |  |
| Voti non validi                                                                | Voti non validi          | Voti non validi                         | 4 803   | 4,64  |  |  |  |  |  |
| Votanti                                                                        | Votanti                  | Votanti                                 | 103 545 | 90,18 |  |  |  |  |  |
| Elettori                                                                       | Elettori                 | Elettori                                | 114 825 |       |  |  |  |  |  |
|                                                                                |                          |                                         |         |       |  |  |  |  |  |
| Nota: quorum del 65% non raggiunto; ripartizione dei seggi a livello regionale |                          |                                         |         |       |  |  |  |  |  |
| Data: 25 maggio 1958                                                           |                          |                                         |         |       |  |  |  |  |  |
| Fonte: Ministero dell'interno                                                  |                          |                                         |         |       |  |  |  |  |  |

### IV legislatura
|                                                                                | G. Perlingeri         | Democrazia Cristiana                             | 31 807  | 32,62 |  |  |  |  |  |
|                                                                                | L. Albani             | Partito Comunista Italiano                       | 18 296  | 18,76 |  |  |  |  |  |
|                                                                                | Enea Franza ✔️ Eletto | Movimento Sociale Italiano                       | 13 761  | 14,11 |  |  |  |  |  |
|                                                                                | E. Cerza              | Partito Liberale Italiano                        | 11 699  | 12,00 |  |  |  |  |  |
|                                                                                | G. Iannella           | Partito Democratico Italiano di Unità Monarchica | 9 056   | 9,29  |  |  |  |  |  |
|                                                                                | G. Radice             | Partito Socialista Italiano                      | 6 489   | 6,65  |  |  |  |  |  |
|                                                                                | F. Albanese           | Partito Socialista Democratico Italiano          | 5 971   | 6,12  |  |  |  |  |  |
|                                                                                | S. Visco              | Partito Repubblicano Italiano                    | 442     | 0,45  |  |  |  |  |  |
| Totale                                                                         | Totale                | Totale                                           | 97 521  | 100   |  |  |  |  |  |
|                                                                                |                       |                                                  |         |       |  |  |  |  |  |
| Voti non validi                                                                | Voti non validi       | Voti non validi                                  | 4 754   | 4,65  |  |  |  |  |  |
| Votanti                                                                        | Votanti               | Votanti                                          | 102 275 | 86,46 |  |  |  |  |  |
| Elettori                                                                       | Elettori              | Elettori                                         | 118 298 |       |  |  |  |  |  |
|                                                                                |                       |                                                  |         |       |  |  |  |  |  |
| Nota: quorum del 65% non raggiunto; ripartizione dei seggi a livello regionale |                       |                                                  |         |       |  |  |  |  |  |
| Data: 28 aprile 1963                                                           |                       |                                                  |         |       |  |  |  |  |  |
| Fonte: Ministero dell'interno                                                  |                       |                                                  |         |       |  |  |  |  |  |

### V legislatura
|                                                                                | Alfonso Tanga ✔️ Eletto | Democrazia Cristiana                             | 34 047  | 35,28 |  |  |  |  |  |
|                                                                                | L. Albani               | PCI - PSIUP                                      | 18 634  | 19,31 |  |  |  |  |  |
|                                                                                | Enea Franza ✔️ Eletto   | Movimento Sociale Italiano                       | 14 973  | 15,51 |  |  |  |  |  |
|                                                                                | E. Cerza                | Partito Liberale Italiano                        | 12 394  | 12,84 |  |  |  |  |  |
|                                                                                | I. De Ciampis           | PSI-PSDI Unificati                               | 8 567   | 8,88  |  |  |  |  |  |
|                                                                                | G. De Lorenzo           | Partito Democratico Italiano di Unità Monarchica | 6 442   | 6,67  |  |  |  |  |  |
|                                                                                | F. Compagna             | Partito Repubblicano Italiano                    | 1 455   | 1,51  |  |  |  |  |  |
| Totale                                                                         | Totale                  | Totale                                           | 96 512  | 100   |  |  |  |  |  |
|                                                                                |                         |                                                  |         |       |  |  |  |  |  |
| Voti non validi                                                                | Voti non validi         | Voti non validi                                  | 4 367   | 4,33  |  |  |  |  |  |
| Votanti                                                                        | Votanti                 | Votanti                                          | 100 879 | 85,39 |  |  |  |  |  |
| Elettori                                                                       | Elettori                | Elettori                                         | 118 138 |       |  |  |  |  |  |
|                                                                                |                         |                                                  |         |       |  |  |  |  |  |
| Nota: quorum del 65% non raggiunto; ripartizione dei seggi a livello regionale |                         |                                                  |         |       |  |  |  |  |  |
| Data: 19 maggio 1968                                                           |                         |                                                  |         |       |  |  |  |  |  |
| Fonte: Ministero dell'interno                                                  |                         |                                                  |         |       |  |  |  |  |  |

### VI legislatura
|                                                                                | Alfonso Tanga ✔️ Eletto | Democrazia Cristiana                    | 41 947  | 43,01   |  |  |  |  |  |
|                                                                                | C. Ninfadoro            | PCI - PSIUP                             | 17 129  | 17,56   |  |  |  |  |  |
|                                                                                | G. D'Alessandro         | Movimento Sociale Italiano              | 15 256  | 15,64   |  |  |  |  |  |
|                                                                                | C. Bocchino             | Partito Socialista Italiano             | 7 852   | 8,05    |  |  |  |  |  |
|                                                                                | P. Sorgente             | Partito Liberale Italiano               | 7 547   | 7,74    |  |  |  |  |  |
|                                                                                | A. Glielmo              | Partito Socialista Democratico Italiano | 6 686   | 6,86    |  |  |  |  |  |
|                                                                                | B. Pinto                | Partito Repubblicano Italiano           | 1 104   | 1,13    |  |  |  |  |  |
| Totale                                                                         | Totale                  | Totale                                  | 97 521  | 100     |  |  |  |  |  |
|                                                                                |                         |                                         |         |         |  |  |  |  |  |
| Voti non validi                                                                | Voti non validi         | Voti non validi                         | −87 430 | −866,42 |  |  |  |  |  |
| Votanti                                                                        | Votanti                 | Votanti                                 | 10 091  | 8,59    |  |  |  |  |  |
| Elettori                                                                       | Elettori                | Elettori                                | 117 471 |         |  |  |  |  |  |
|                                                                                |                         |                                         |         |         |  |  |  |  |  |
| Nota: quorum del 65% non raggiunto; ripartizione dei seggi a livello regionale |                         |                                         |         |         |  |  |  |  |  |
| Data: 7 maggio 1972                                                            |                         |                                         |         |         |  |  |  |  |  |
| Fonte: Ministero dell'interno                                                  |                         |                                         |         |         |  |  |  |  |  |

### VII legislatura
|                                                                                | Alfonso Tanga ✔️ Eletto | Democrazia Cristiana                    | 43 866  | 44,60 |  |  |  |  |  |
|                                                                                | Mario Cirillo           | Partito Comunista Italiano              | 22 577  | 22,96 |  |  |  |  |  |
|                                                                                | Luigi Introcia          | Movimento Sociale Italiano              | 11 901  | 12,10 |  |  |  |  |  |
|                                                                                | Clino Bocchino          | Partito Socialista Italiano             | 6 347   | 6,45  |  |  |  |  |  |
|                                                                                | Gennaro Papa            | Partito Liberale Italiano               | 6 344   | 6,45  |  |  |  |  |  |
|                                                                                | Aldo Glielmo            | Partito Socialista Democratico Italiano | 5 719   | 5,81  |  |  |  |  |  |
|                                                                                | Angelo Caruso           | Partito Repubblicano Italiano           | 1 132   | 1,15  |  |  |  |  |  |
|                                                                                | Pietro Mazzotta         | Partito Radicale                        | 465     | 0,47  |  |  |  |  |  |
| Totale                                                                         | Totale                  | Totale                                  | 98 351  | 100   |  |  |  |  |  |
|                                                                                |                         |                                         |         |       |  |  |  |  |  |
| Voti non validi                                                                | Voti non validi         | Voti non validi                         | 4 339   | 4,23  |  |  |  |  |  |
| Votanti                                                                        | Votanti                 | Votanti                                 | 102 690 | 87,37 |  |  |  |  |  |
| Elettori                                                                       | Elettori                | Elettori                                | 117 536 |       |  |  |  |  |  |
|                                                                                |                         |                                         |         |       |  |  |  |  |  |
| Nota: quorum del 65% non raggiunto; ripartizione dei seggi a livello regionale |                         |                                         |         |       |  |  |  |  |  |
| Data: 20 giugno 1976                                                           |                         |                                         |         |       |  |  |  |  |  |
| Fonte: Ministero dell'interno                                                  |                         |                                         |         |       |  |  |  |  |  |

### VIII legislatura
|                                                                                | Alfonso Tanga ✔️ Eletto | Democrazia Cristiana                         | 47 798  | 49,19 |  |  |  |  |  |
|                                                                                | B. D'Argenio            | Partito Comunista Italiano                   | 18 703  | 19,25 |  |  |  |  |  |
|                                                                                | Luigi Franza            | Movimento Sociale Italiano                   | 12 439  | 12,80 |  |  |  |  |  |
|                                                                                | C. Bocchino             | Partito Socialista Italiano                  | 7 222   | 7,43  |  |  |  |  |  |
|                                                                                | A. Carrozza             | Partito Socialista Democratico Italiano      | 4 170   | 4,29  |  |  |  |  |  |
|                                                                                | R. Franchini            | Partito Liberale Italiano                    | 2 426   | 2,50  |  |  |  |  |  |
|                                                                                | G. Birindelli           | Costituente di Destra - Democrazia Nazionale | 2 175   | 2,24  |  |  |  |  |  |
|                                                                                | F. Compagna             | Partito Repubblicano Italiano                | 1 133   | 1,17  |  |  |  |  |  |
|                                                                                | R. De Crescenzo         | Partito Radicale - Nuova Sinistra Unita      | 1 096   | 1,13  |  |  |  |  |  |
| Totale                                                                         | Totale                  | Totale                                       | 97 162  | 100   |  |  |  |  |  |
|                                                                                |                         |                                              |         |       |  |  |  |  |  |
| Voti non validi                                                                | Voti non validi         | Voti non validi                              | 5 178   | 5,06  |  |  |  |  |  |
| Votanti                                                                        | Votanti                 | Votanti                                      | 102 340 | 82,69 |  |  |  |  |  |
| Elettori                                                                       | Elettori                | Elettori                                     | 123 761 |       |  |  |  |  |  |
|                                                                                |                         |                                              |         |       |  |  |  |  |  |
| Nota: quorum del 65% non raggiunto; ripartizione dei seggi a livello regionale |                         |                                              |         |       |  |  |  |  |  |
| Data: 3 giugno 1979                                                            |                         |                                              |         |       |  |  |  |  |  |
| Fonte: Ministero dell'interno                                                  |                         |                                              |         |       |  |  |  |  |  |

### IX legislatura
|                                                                                | Alfonso Tanga ✔️ Eletto | Democrazia Cristiana                    | 41 181  | 42,23 |  |  |  |  |  |
|                                                                                | Emilio Iarrusso         | Partito Comunista Italiano              | 17 946  | 18,40 |  |  |  |  |  |
|                                                                                | Luigi Franza ✔️ Eletto  | Partito Socialista Democratico Italiano | 11 764  | 12,06 |  |  |  |  |  |
|                                                                                | Clino Bocchino          | Partito Socialista Italiano             | 9 199   | 9,43  |  |  |  |  |  |
|                                                                                | Luigi Bonelli           | Movimento Sociale Italiano              | 8 267   | 8,48  |  |  |  |  |  |
|                                                                                | Ernesto De Gregorio     | Partito Liberale Italiano               | 4 577   | 4,69  |  |  |  |  |  |
|                                                                                | Vittorio De Luca        | Partito Repubblicano Italiano           | 2 209   | 2,27  |  |  |  |  |  |
|                                                                                | Giuseppe Santaniello    | Democrazia Proletaria                   | 935     | 0,96  |  |  |  |  |  |
|                                                                                | Anna Alba Autorino      | Partito Radicale                        | 850     | 0,87  |  |  |  |  |  |
|                                                                                | Nicola Genca            | Lista per Trieste - PPPIU               | 584     | 0,60  |  |  |  |  |  |
| Totale                                                                         | Totale                  | Totale                                  | 97 512  | 100   |  |  |  |  |  |
|                                                                                |                         |                                         |         |       |  |  |  |  |  |
| Voti non validi                                                                | Voti non validi         | Voti non validi                         | 7 587   | 7,22  |  |  |  |  |  |
| Votanti                                                                        | Votanti                 | Votanti                                 | 105 099 | 82,29 |  |  |  |  |  |
| Elettori                                                                       | Elettori                | Elettori                                | 127 724 |       |  |  |  |  |  |
|                                                                                |                         |                                         |         |       |  |  |  |  |  |
| Nota: quorum del 65% non raggiunto; ripartizione dei seggi a livello regionale |                         |                                         |         |       |  |  |  |  |  |
| Data: 26 giugno 1983                                                           |                         |                                         |         |       |  |  |  |  |  |
| Fonte: Ministero dell'interno                                                  |                         |                                         |         |       |  |  |  |  |  |

### X legislatura
|                                                                                | Ortensio Zecchino ✔️ Eletto | Democrazia Cristiana                    | 38 744  | 37,69 |  |  |  |  |  |
|                                                                                | M. A. G. Castelluccio       | Partito Comunista Italiano              | 17 281  | 16,81 |  |  |  |  |  |
|                                                                                | Luigi Franza ✔️ Eletto      | Partito Socialista Democratico Italiano | 14 190  | 13,80 |  |  |  |  |  |
|                                                                                | G. Del Vecchio              | Partito Socialista Italiano             | 13 827  | 13,45 |  |  |  |  |  |
|                                                                                | A. Simeone                  | Movimento Sociale Italiano              | 6 813   | 6,63  |  |  |  |  |  |
|                                                                                | Gennaro Papa                | Partito Liberale Italiano               | 6 661   | 6,48  |  |  |  |  |  |
|                                                                                | V. De Luca                  | Partito Repubblicano Italiano           | 2 164   | 2,10  |  |  |  |  |  |
|                                                                                | C. Ciasullo                 | Partito Radicale                        | 853     | 0,83  |  |  |  |  |  |
|                                                                                | A. Gianuario                | Democrazia Proletaria                   | 779     | 0,76  |  |  |  |  |  |
|                                                                                | E. Petrillo                 | Lista Verde                             | 569     | 0,55  |  |  |  |  |  |
|                                                                                | P. De Luca                  | Liga Veneta - Pensionati Uniti          | 413     | 0,40  |  |  |  |  |  |
|                                                                                | E. ALbarella                | Partito Verde Italiano - Verdi d'Europa | 319     | 0,31  |  |  |  |  |  |
|                                                                                | A. Scala                    | Partito Nazionale Inquilini             | 121     | 0,12  |  |  |  |  |  |
|                                                                                | A. Rossetti                 | Alleanza Popolare Pensionati            | 75      | 0,07  |  |  |  |  |  |
| Totale                                                                         | Totale                      | Totale                                  | 102 809 | 100   |  |  |  |  |  |
|                                                                                |                             |                                         |         |       |  |  |  |  |  |
| Voti non validi                                                                | Voti non validi             | Voti non validi                         | 6 300   | 5,77  |  |  |  |  |  |
| Votanti                                                                        | Votanti                     | Votanti                                 | 109 109 | 82,06 |  |  |  |  |  |
| Elettori                                                                       | Elettori                    | Elettori                                | 132 964 |       |  |  |  |  |  |
|                                                                                |                             |                                         |         |       |  |  |  |  |  |
| Nota: quorum del 65% non raggiunto; ripartizione dei seggi a livello regionale |                             |                                         |         |       |  |  |  |  |  |
| Data: 14 giugno 1987                                                           |                             |                                         |         |       |  |  |  |  |  |
| Fonte: Ministero dell'interno                                                  |                             |                                         |         |       |  |  |  |  |  |

### XI legislatura
|                                                                                | Ortensio Zecchino ✔️ Eletto  | Democrazia Cristiana                    | 41 374  | 38,25 |  |  |  |  |  |
|                                                                                | Luigi Franza ✔️ Eletto       | Partito Socialista Italiano             | 26 454  | 24,46 |  |  |  |  |  |
|                                                                                | Mario Parente                | Partito Democratico della Sinistra      | 10 584  | 9,79  |  |  |  |  |  |
|                                                                                | Enrico Striani               | Partito Liberale Italiano               | 8 391   | 7,76  |  |  |  |  |  |
|                                                                                | Luigi Mazzeo                 | Movimento Sociale Italiano              | 7 452   | 6,89  |  |  |  |  |  |
|                                                                                | Domenico Zarro               | Partito Socialista Democratico Italiano | 5 233   | 4,84  |  |  |  |  |  |
|                                                                                | Mario Iorillo                | Partito della Rifondazione Comunista    | 3 407   | 3,15  |  |  |  |  |  |
|                                                                                | Silvio Ferrara               | Partito Repubblicano Italiano           | 2 307   | 2,13  |  |  |  |  |  |
|                                                                                | Alessandro Maria Nicchiarico | Federazione dei Verdi                   | 1 284   | 1,19  |  |  |  |  |  |
|                                                                                | Gennaro Zamparelli           | Lista Referedum                         | 668     | 0,62  |  |  |  |  |  |
|                                                                                | Salvatore Cacucci            | Lega Lombarda                           | 424     | 0,39  |  |  |  |  |  |
|                                                                                | Antonio Balzerano            | Federalismo - Pensionati Uomini Vivi    | 276     | 0,26  |  |  |  |  |  |
|                                                                                | Antonio Marchese             | Lega d'Azione Meridionale               | 168     | 0,16  |  |  |  |  |  |
|                                                                                | Francesco D'Amelio           | Lega delle Leghe                        | 142     | 0,13  |  |  |  |  |  |
| Totale                                                                         | Totale                       | Totale                                  | 108 163 | 100   |  |  |  |  |  |
|                                                                                |                              |                                         |         |       |  |  |  |  |  |
| Voti non validi                                                                | Voti non validi              | Voti non validi                         | 6 704   | 5,84  |  |  |  |  |  |
| Votanti                                                                        | Votanti                      | Votanti                                 | 114 867 | 81,08 |  |  |  |  |  |
| Elettori                                                                       | Elettori                     | Elettori                                | 141 668 |       |  |  |  |  |  |
|                                                                                |                              |                                         |         |       |  |  |  |  |  |
| Nota: quorum del 65% non raggiunto; ripartizione dei seggi a livello regionale |                              |                                         |         |       |  |  |  |  |  |
| Data: 5 aprile 1992                                                            |                              |                                         |         |       |  |  |  |  |  |
| Fonte: Ministero dell'interno                                                  |                              |                                         |         |       |  |  |  |  |  |